# Crantenoy
Crantenoy település Franciaországban, Meurthe-et-Moselle megyében. Lakosainak száma 147 fő (2022. január 1.). Crantenoy Haroué, Laneuveville-devant-Bayon, Leménil-Mitry, Ormes-et-Ville, Saint-Remimont és Vaudeville községekkel határos.

## Népesség
A település népességének változása:
| Lakosok száma | 141  | 146  | 150  | 152  | 156  | 158  | 154  | 151  | 147  |
|               | 2013 | 2015 | 2016 | 2017 | 2018 | 2019 | 2020 | 2021 | 2022 |